# ミリ空港 (マーシャル諸島)
ミリ空港（英: Mili Airport）は、マーシャル諸島ミリ環礁のミリ島にある空港である。

## 歴史
1942年（昭和17年）に海軍設営隊によって建設が開始された。翌1943年（昭和18年）に完成し、完成当初は日本最東端の飛行場であった。完成後は日本海軍の管理下に置かれ、第二五二海軍航空隊の一部が派遣された。
しかし1944年（昭和19年）1月30日から米軍によるマーシャル諸島攻略作戦が始まり、ミリ空港は米軍によって無力化されたため、戦局に大きな影響を与えることはなかった。
現在も空港のそばには、日本軍の防空壕や零戦の残骸がそのままになっている。

## 就航路線
| 航空会社           | 目的地               |
| ------------------ | -------------------- |
| マーシャル諸島航空 | マジュロ、エネジット |